# Charles Dobzynski
Charles Dobzynski (né le 8 avril 1929 à Kałuszyn en Pologne et mort le 26 septembre 2014 à Saint-Mandé (Val-de-Marne),), est un écrivain et poète français.

## Biographie
Charles Dobzynski naît en Pologne, mais sa famille émigre en France lorsqu’il est à peine âgé d’un an. Il échappe de justesse à la déportation pendant la Seconde Guerre mondiale, mais sa famille doit se cacher. Sa mère l’incite à la lecture très jeune. Il dirige un temps une entreprise de textile à la mort de son père en 1946.
Poète précoce, il publie son premier poème en 1944 dans un journal de jeunes issu de la Résistance, Jeune Combat. Fin 1949, Paul Éluard présente les premiers poèmes de Charles Dobzynski dans Les Lettres françaises. Sur proposition d’Aragon il entre à la rédaction du quotidien Ce soir. Aragon et Elsa Triolet préfacent deux de ses recueils. Son œuvre est imprégnée par ses trois passions : l’astronautique, le cinéma et la poésie.
Il a été un chroniqueur notable aux Lettres françaises à partir de 1954. Ses contributions à Action poétique sont importantes. Il traduit Rainer Maria Rilke. Par ailleurs, il appartient à l’équipe de direction de la revue Europe dès le début des années 1970, aux côtés de Pierre Abraham et de Pierre Gamarra avant d'en devenir le directeur de publication.
Il côtoie également Tristan Tzara et le lettrisme (Groupe lettriste) dont il est exclu pour avoir écrit un poème non conforme aux canons édictés par Isidore Isou. Il exerce également longtemps l’activité de journaliste et de critique de cinéma sous le pseudonyme de Michel Capdenac, notamment dans Les Lettres françaises et Écran. Il assure la chronique cinéma  à Europe jusqu’en 1984 et il y tient la chronique « Les 4 vents de la poésie ».
Son Anthologie de poésie yiddish a connu un succès remarquable, le tirage des trois éditions ayant dépassé les 20 000 exemplaires.

## Décoration
- Chevalier de l'ordre des Arts et des Lettres

## Distinctions
- 2005 : bourse Goncourt de poésie, pour l’ensemble de son œuvre
- 2012 : grand prix de poésie de la SGDL (Société des gens de lettres), pour l’ensemble de son œuvre
- Membre de l'Académie Mallarmé
- Président du jury du prix Guillaume-Apollinaire

## Œuvres
Il a publié une quarantaine de recueils de poésie, ainsi que des poèmes en prose et des romans et nouvelles, parmi lesquels :
- Dans les jardins de Mitchourine, coll. « Cahiers bimensuels » numéro 109, Seghers, 1951
- Notre amour est pour demain, Seghers, 1951
- Chronique du temps qui vient, Armand Henneuse, 1954
- Au clair de l’amour, Seghers, 1955
- D’une voix commune, Seghers, 1962
- L’Opéra de l’espace, Gallimard, 1963
- Couleur mémoire, Éditeurs français réunis, 1974
- Capital terrestre, Éditeurs français réunis, coll. « Petite sirène », 1975
- Un Cantique pour Masada, Europe poésie, 1976
- Arbre d’identité, Rougerie, 1976
- Taromancie, Paris : Les Éditeurs français réunis, 1977
- Callifictions, 1977
- Table des éléments, Belfond, 1978
- Délogiques, Belfond, 1981
- Une vie de ventrilogue, 1981
- 40 polars en miniature, Rougerie 1983
- Liturgie profane, Le Verbe et l'empreinte 1983
- Le Commerce des mondes, Messidor, 1985, grand prix de la science-fiction française 1986
- Anthologie de la poésie yiddish, Le Miroir d’un peuple, présentation, choix et traduction, Gallimard, 1987 et 2000 (Poésie/Gallimard)
- La vie est un orchestre, Belfond, 1988, prix Max-Jacob 1992
- Alphabase, Rougerie, 1992
- Fable chine, Rougerie, 1996
- Géode, éd. Phi, 1998
- Le Monde Yiddish[5], l'Harmattan, 1998
- Journal alternatif, Bernard Dumerchez, 2000
- Les Heures de Moscou, Europe/Poésie
- L’Escalier des Questions[6] (dessin de couverture et onze lavis de Colette Deblé), L'Amourier, 2002
- Corps à réinventer[7], éd. de la Différence, 2005
- Le Réel d’à côté[8] (frontispice de Nicolas Rozier ), L'Amourier, 2005
- La Scène primitive[9], roman contemporain, éd. de la Différence, 2006 (ISBN 9-782-72911-6)
- La Surprise du lieu[10], éd. de la Différence, 2006
- À revoir, la mémoire, éd. Phi 2006
- Gestuaire des sports[11], éd. Le Temps des cerises, 2006 (ISBN 978-2-84109-609-1)
- Solène et le cyborg[12], éd. Publibook, 2009 (ISBN 978-2-7483-5067-8)
- J’ai failli la perdre[13], éd. de la Différence, 2010 (ISBN 978-2-7291-1887-7)
- La Comédie des échecs[14], éd. Publibook, 2010 (ISBN 978-2-7483-5367-9)
- La Mort, à vif[15], L'Amourier, 2010
- Je est un juif, roman[16], éd. Orizons, 2011 (ISBN 978-2-296-08771-2)
- Le Bal des baleines & autres fictions[17], éd. Orizons, 2011 (ISBN 978-2-296-08772-9)
- Le Tour du monde des animaux (avec Daniel Hénon)[18], Société des écrivains, 2011 (ISBN 9782748362039)
- Un four à brûler le réel, Tome I, Poètes de France[19], éd. Orizons, 2012 (ISBN 978-2-296-08810-8)
- Les Baladins de Paris, Temps des cerises, 2012  (ISBN 978-2-841-09924-5)
- Ma mère, etc., roman, éd.Orizons, 2013
- Journal de la lumière & Journal de l'ombre, Le Castor Astral, 2013, prix de poésie Pierrette-Micheloud 2013
- Un four à brûler le réel, Tome II, Poètes du Monde[19], éd. Orizon, 2014

### Traductions
- Vladimir Maïakovski, Le Nuage en pantalon, bilingue, Le Temps des cerises / Trois-Rivières, Écrits des forges, Pantin, 1998
- Rainer Maria Rilke, Sonnets à Orphée, bilingue, Editions Orizons, Cardinales, 2012

## Citations
« La poésie permet d'aiguiser les angles, elle est faite pour percer le réel, forer, trouer, voir ce qu'il y a au-delà du mur des apparences. »

« Le pessimisme n'est pas quelque chose de sans issue, c'est quelque chose qui permet de poursuivre… »